# Донор (физика)
Донор в физике твёрдого тела (см. также полупроводники) — примесь в кристаллической решётке, которая отдаёт кристаллу электрон. Вводится при ковалентном типе связи. Бывают однозарядные и многозарядные доноры. Например, в кристаллах элементов IV группы периодической системы элементов (кремнии, германии) однозарядными донорами являются элементы V группы: фосфор, мышьяк, сурьма. Так как элементы пятой группы обладают валентностью 5, то четыре электрона образуют химическую связь с четырьмя соседними атомами кремния в решётке, а пятый электрон оказывается слабо связанным (энергия связи порядка нескольких сотых электрон-вольта) и образует так называемый водородоподобный примесный центр, энергию которого просто оценить из решения уравнения Шрёдингера для атома водорода, принимая во внимание, что электрон в кристалле — квазичастица и его эффективная масса отличается от массы электрона, а также, что электрон движется не в вакууме, а в среде с некой (порядка 10) диэлектрической проницаемостью.
Атомы донорных примесей, которые вводятся в полупроводник и отдают ему один или несколько электронов, создают избыток электронов и формируют так называемый полупроводник n-типа. Атом донора удерживает лишний электрон слабо, и при достаточной температуре этот электрон может перейти в зону проводимости и участвовать в электропроводности кристалла.
Дополнительный электрон, связанный с атомом донора, образует так называемый донорный уровень в запрещенной зоне. Донорный уровень называется мелким, если его энергия (отсчитываемая от дна зоны проводимости) сравнима с характерной энергией теплового движения при комнатной температуре {\displaystyle k_{b}T}, где {\displaystyle T} — температура, а {\displaystyle k_{B}} — постоянная Больцмана. Эта энергия составляет примерно 26 мэВ. Мелкими донорами могут быть не только примесные атомы, но и комплексы структурных дефектов (например т. н. термодоноры в кремнии). Многие примеси и точечные дефекты, (например золото и медь в кремнии, вакансии, являются глубокими донорами. В отличие от мелких доноров, они слабо влияют на удельное электросопротивление, но существенно снижают время жизни неравновесных носителей заряда.
Лишний электрон притягивается кулоновской силой к иону донора, который имеет избыточный положительный заряд по сравнению с атомами полупроводника. Вследствие такого притяжения донорные уровни образуют водородоподобную серию с энергиями, которые можно рассчитать по формуле
{\displaystyle E_{d}=E_{C}-R_{H}{\frac {m_{e}^{*}/m_{0}}{\varepsilon ^{2}}}{\frac {1}{n^{2}}}}
где {\displaystyle E_{d}} — энергия донорного уровня, {\displaystyle E_{C}} — энергия дна зоны проводимости, {\displaystyle R_{H}} — постоянная Ридберга (примерно 13,6 эВ), {\displaystyle m_{e}^{*}} — эффективная масса электрона, {\displaystyle m_{0}} — масса свободного электрона, {\displaystyle \varepsilon } — диэлектрическая проницаемость полупроводника, а n — целое число, которое может принимать значения от единицы до бесконечности, но практически важны лишь несколько самых низких уровней с малыми n.
Благодаря тому обстоятельству, что эффективные массы электронов в полупроводниках малы, а диэлектрические проницаемости довольно большие (порядка 10), энергия донорных уровней мала, а радиусы локализации соответствующих волновых функций довольно большие ~10
нм, распространяются на несколько периодов кристаллической решетки.